# Maria Romanowa (1853–1920)
Maria Aleksandrowa Romanowa (ur. 17 października 1853 w Carskim Siole, zm. 22 października 1920 w Zurychu) – wielka księżna Rosji, księżna Edynburga, księżna Saksonii-Coburga-Gothy.

## Życiorys
Maria była najmłodszą córką cara Aleksandra II i jego żony, carycy Marii z domu księżniczki Hesji i Renu. Była także ciotką ostatniego cara Rosji, Mikołaja II, zamordowanego w 1918.

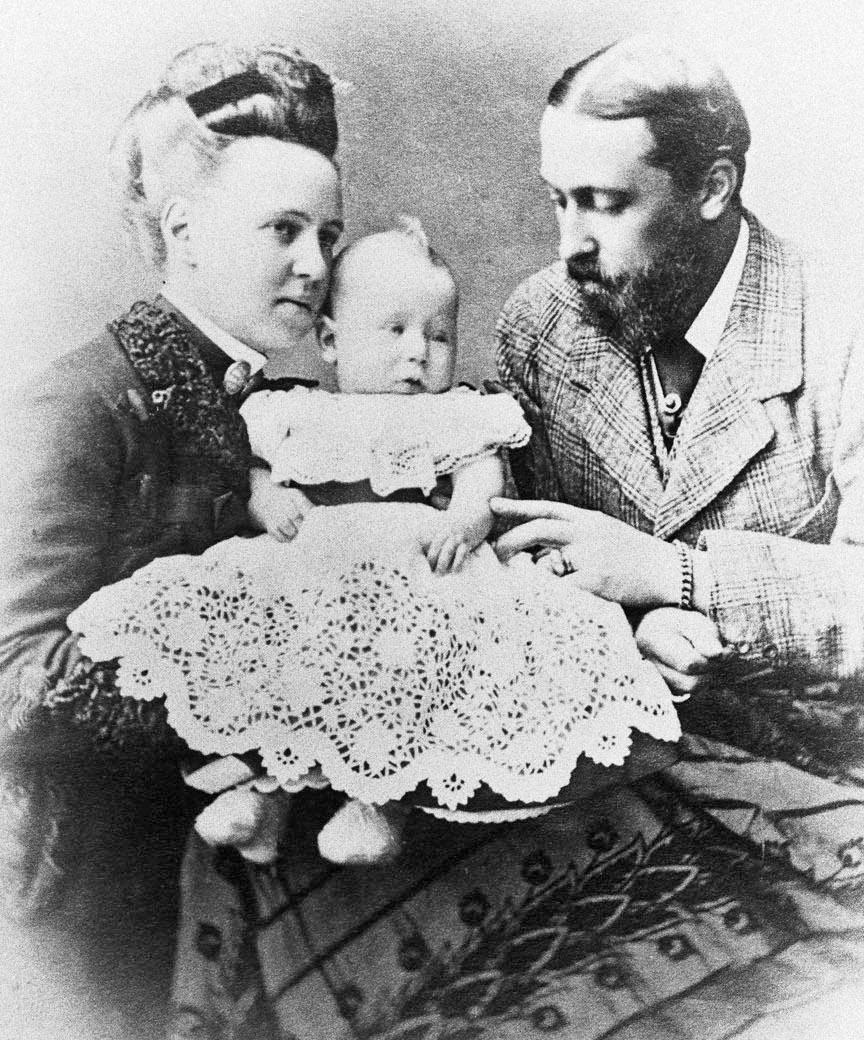
Wielka księżna Maria z mężem
i synem Alfredem

### Małżeństwo
23 stycznia 1874 w Pałacu Zimowym w Sankt Petersburgu Maria wyszła za mąż za Alfreda, księcia Edynburga, drugiego syna królowej Wiktorii. Wiktoria zgodziła się na ślub syna z Marią, chociaż Rosja była wrogiem Anglii od wojny krymskiej. Para miała razem sześcioro dzieci:
- Alfred Aleksander (ur. 15 października 1874, zm. 6 lutego 1899)
- Maria Aleksandra Wiktoria (ur. 29 października 1875, zm. 18 lipca 1938), żona Ferdynanda I, króla Rumunii
- Wiktoria Melita (ur. 25 listopada 1876, zm. 2 marca 1936), żona Ernesta Ludwika, księcia Hesji, i wielkiego księcia Cyryla Władymirowicza, miała dzieci z obu małżeństw
- Aleksandra Ludwika (ur. 1 września 1878, zm. 16 kwietnia 1942), żona księcia Ernesta von Hohenlohe-Langenburg
- nieznany z imienia syn (ur. i zm. 13 października 1879)
- Beatrycze Leopoldyna (ur. 20 kwietnia 1884, zm. 13 lipca 1966), żona Alfonsa Orleańskiego, księcia Galliery

### Śmierć
Maria zmarła w październiku 1920 w Szwajcarii i została pochowana na książęcym, rodzinnym cmentarzu koło Coburga.

## Tytulatura
- Jej Cesarska Wysokość Wielka Księżna Maria Aleksandrowa (1853-1874)
- Jej Cesarska Wysokość i Królewska Wysokość Księżna Edynburga (1874-1893)
- Jej Cesarska Wysokość i Królewska Wysokość Księżna Saksonii-Coburga-Gothy (1893-1900)
- Jej Cesarska Wysokość i Królewska Wysokość Księżna Wdowa Saksonii-Coburga-Gothy (1900-1920)